# Schizonycha filiola
Schizonycha filiola är en skalbaggsart som beskrevs av Moser 1917. Schizonycha filiola ingår i släktet Schizonycha och familjen Melolonthidae. Inga underarter finns listade i Catalogue of Life.